# Заречное (Одесская область)
Заречное (укр. Зарічне) — село, относится к Белгород-Днестровскому району Одесской области Украины.
Население по переписи 2001 года составляло 315 человек. Почтовый индекс — 68140. Телефонный код — 4844. Занимает площадь 0,52 км². Код КОАТУУ — 5125085203.

## История
В 1945 г. Указом ПВС УССР село Малая Сарата переименовано в Заречное.

## Местный совет
68140, Одесская обл., Татарбунарский р-н, с. Траповка, ул. Ленина, 3